# Sauteurs
Sauteurs är en parishhuvudort i Grenada.   Den ligger i parishen Saint Patrick, i den norra delen av landet, 22 km nordost om huvudstaden Saint George's. Sauteurs ligger 46 meter över havet och antalet invånare är 1 320. Den ligger på ön Grenada.
Terrängen runt Sauteurs är kuperad åt sydväst, men åt nordost är den platt. Havet är nära Sauteurs åt nordost.  Närmaste större samhälle är Gouyave, 11,5 km sydväst om Sauteurs. 